# Férfi kajak kettes 1000 méter az 1948. évi nyári olimpiai játékokon
Az 1948. évi nyári olimpiai játékokon a kajak-kenu férfi kajak kettes 1000 méteres versenyszámát augusztus 12-én rendezték Henley-i-ben.

## Eredmények
Az időeredmények másodpercben értendők. A rövidítések jelentése a következő:
- Q: továbbjutás helyezés alapján
- DQ: kizárás

### Előfutamok
Az előfutamokból az első négy helyezett a döntőbe jutott, a többiek kiestek.
| Helyezés | Nemzet                                                      | Idő        | Mj       |
| 1. futam | 1. futam                                                    | 1. futam   | 1. futam |
| -------- | ----------------------------------------------------------- | ---------- | -------- |
| 1.       | Finnország (FIN) · Ture Axelsson · Nils Björklöf            | 4:16,7     | Q        |
| 2.       | Magyarország (HUN) · Blahó Kálmán · Urányi János            | 4:18,4     | Q        |
| 3.       | Csehszlovákia (TCH) · Ota Kroutil · Miloš Pech              | 4:20,1     | Q        |
| 4.       | Kanada (CAN) · Gerald Covey · Henry Harper                  | 4:34,2     | Q        |
| 5.       | Luxemburg (LUX) · René Fonck · Jean Nickels                 | 4:41,7     |          |
| 6.       | Svájc (SUI) · Bruno Masciadri · Franz Reiner                | 4:43,9     |          |
| 7.       | Nagy-Britannia (GBR) · Jack Henderson · John Simmons        | 4:45,0     |          |
| 2. futam |                                                             |            |          |
| 1.       | Dánia (DEN) · Ejvind Hansen · Bernhard Jensen               | nincs adat | Q        |
| 2.       | Norvégia (NOR) · Ivar Mathisen · Knut Østby                 | nincs adat | Q        |
| 3.       | Hollandia (NED) · Cees Gravesteijn · Wim Pool               | nincs adat | Q        |
| 4.       | Svédország (SWE) · Hans Berglund · Lennart Klingström       | nincs adat | Q        |
| 5.       | Ausztria (AUT) · Paul Felinger · Herbert Klepp              | nincs adat |          |
| 6.       | Belgium (BEL) · Frans Van Den Berghen · Albert Van De Vliet | nincs adat |          |
| 7.       | Franciaország (FRA) · Fernand Donna · Raymond Richez        | nincs adat |          |
| 8.       | Lengyelország (POL) · Alfons Jeżewski · Marian Matłoka      | nincs adat |          |
| 9.       | Egyesült Államok (USA) · Raymond Clark · John Eiseman       | nincs adat |          |

Az eredeti dokumentumokban nincsenek meg a 2. futam idő eredményei. A francia párosnak eredetileg az egyes futamban kellett volna indulnia.

### Döntő
| Helyezés | Nemzet                                                | Idő    | Mj |
| -------- | ----------------------------------------------------- | ------ | -- |
| Arany    | Svédország (SWE) · Hans Berglund · Lennart Klingström | 4:07,3 |    |
| Ezüst    | Dánia (DEN) · Ejvind Hansen · Bernhard Jensen         | 4:07,5 |    |
| Bronz    | Finnország (FIN) · Ture Axelsson · Nils Björklöf      | 4:08,7 |    |
| 4.       | Norvégia (NOR) · Ivar Mathisen · Knut Østby           | 4:09,1 |    |
| 5.       | Csehszlovákia (TCH) · Ota Kroutil · Miloš Pech        | 4:09,8 |    |
| 6.       | Hollandia (NED) · Cees Gravesteijn · Wim Pool         | 4:15,8 |    |
| 7.       | Kanada (CAN) · Gerald Covey · Henry Harper            | 4:56,8 |    |
|          | Magyarország (HUN) · Blahó Kálmán · Urányi János      |        | DQ |